# Cod ATC L03
Codul ATC L03 Imunostimulante este o parte a sistemului de clasificare anatomică, terapeutică și chimică a medicamentelor, un sistem dezvoltat de către Organizația Mondială a Sănătății (OMS) pentru clasificarea medicamentelor și a altor produse medicinale. Subgrupul L03 este o parte a grupului L Antineoplazice și imunomodulatoare.
Codurile pentru preparatele de uz veterinar sunt create prin alipirea literei Q în fața codului ATC corespunzător produsului pentru uz uman; de exemplu, QL03. Codurile ATCvet care nu au un cod ATC corespunzător produsului de uz uman sunt citate începând cu Q în lista următoare.

## L03AImunostimulante

### L03AA Factori de stimulare a coloniilor
L03AA02 Filgrastim
L03AA03 Molgramostim
L03AA09 Sargramostim
L03AA10 Lenograstim
L03AA12 Ancestim
L03AA13 Pegfilgrastim
L03AA14 Lipegfilgrastim
L03AA15 Balugrastim
L03AA16 Empegfilgrastim
L03AA17 Pegteograstim
L03AA18 Efbemalenograstim alfa
QL03AA90 Pegbovigrastim

### L03ABInterferoni
L03AB01 Interferon alfa natural
L03AB02 Interferon beta natural
L03AB03 Interferon gamma
L03AB04 Interferon alfa-2a
L03AB05 Interferon alfa-2b
L03AB06 Interferon alfa-n1
L03AB07 Interferon beta-1a
L03AB08 Interferon beta-1b
L03AB09 Interferon alfacon-1
L03AB10 Peginterferon alfa-2b
L03AB11 Peginterferon alfa-2a
L03AB12 Albinterferon alfa-2b
L03AB13 Peginterferon beta-1a
L03AB14 Cepeginterferon alfa-2b
L03AB15 Ropeginterferon alfa-2b
L03AB16 Peginterferon alfacon-2
L03AB60 Peginterferon alfa-2b, combinații
L03AB61 Peginterferon alfa-2a, combinații
QL03AB90 Interferom omega, origine felină

### L03ACInterleukine
L03AC01 Aldesleukin
L03AC02 Oprelvekin

### L03AX Alte imunostimulante
L03AX01 Lentinan
L03AX02 Roquinimex
L03AX03 BCG vaccine
L03AX04 Pegademază
L03AX05 Pidotimod
L03AX07 Poly I:C
L03AX08 Poly ICLC
L03AX09 Thmopentină
L03AX10 Imunocianină
L03AX11 Tasonermină
L03AX12 Vaccin contra melanomului
L03AX13 Acetat de glatiramer
L03AX14 Histamină diclorhidrat
L03AX15 Mifamurtidă
L03AX16 Plerixafor
L03AX17 Sipuleucel-T
L03AX18 Cridanimod
L03AX19 Dasiprotimut-T
L03AX21 Elapegademază
QL03AX90 Feline interleukin-2 recombinant canarypox virus (viral vector)